# Lower River

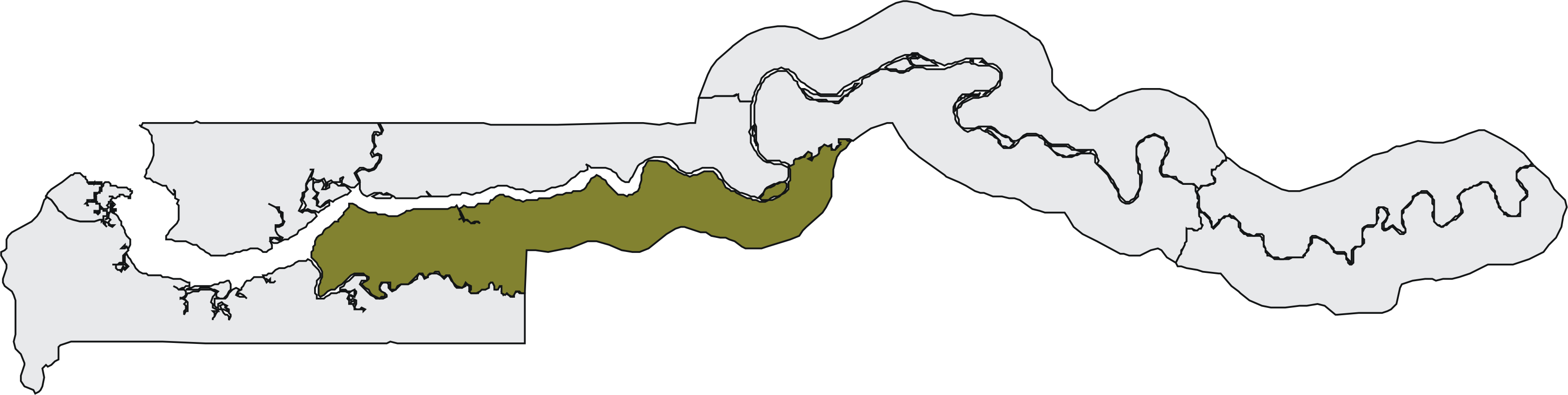
Regionens läge i Gambia.

Lower River är en region i Gambia, som också utgör kommunen Mansakonko. Regionen ligger huvudsakligen i landets västra del. Huvudort är Mansakonko. Antalet invånare var 81 042 vid folkräkningen 2013.

## Distrikt
Lower River är indelat i 6 distrikt:
- Jarra Central
- Jarra East
- Jarra West
- Kiang Central
- Kiang East
- Kiang West